# 害虫の一覧
害虫の一覧（がいちゅうのいちらん）では、害虫とされる昆虫を列挙する。

## 農業害虫
農業害虫（のうぎょうがいちゅう）とは、田畑において農作物を食い荒らし、或いは農作物の病原体となるウイルスなどを媒介する害虫。農薬や不妊虫放飼などを用いて駆除される。
- バッタ
  - 蝗害
    - トノサマバッタ
    - サバクトビバッタ
    - ロッキートビバッタ
    - オーストラリアトビバッタ

  - イナゴ
    - コバネイナゴ
    - ハネナガイナゴ

  - オンブバッタ
- アザミウマ
  - クロトンアザミウマ：サンゴジュ、カキ、ツツジなどの葉に寄生
  - クリバネアザミウマ：シクラメン、カラー、ハマユウ、インゲンなどの葉に寄生
  - クワアザミウマ：クワの葉に寄生
  - ネギクロアザミウマ：ネギに寄生
  - ネギアザミウマ：ネギ、キャベツ、キク、カーネーション、キュウリ、メロン、スイカなど多様な農作物に寄生
  - ヒラズハナアザミウマ：バラ、ユリ、ヒヤシンス、ハギ、キュウリ、チャ、柑橘類などの花に寄生
  - ユリクダアザミウマ：ユリの鱗茎に寄生
  - イネクダアザミウマ：イネ、麦類、ダイズ、タバコなど多様な農作物に寄生
- カメムシ
  - マルツチカメムシ：ダイズ、ウリ類から吸汁
  - ヒメツチカメムシ：ダイズ、ラッカセイから吸汁
  - ヒメマルカメムシ：マメ科の作物、牧草、花卉から吸汁
  - マルカメムシ：マメ科作物から吸汁
  - オオキンカメムシ：アブラギリ、ヤブツバキの果実から吸汁
  - チャイロカメムシ：イネの穂から吸汁
  - アカスジカメムシ：ニンジンの種子から吸汁
  - ハナダカカメムシ：イネの穂から吸汁
  - クロカメムシ：イネの株元で茎から吸汁
  - キマダラカメムシ：サクラやナシの樹幹から吸汁
  - イネカメムシ：イネの穂から吸汁
  - ウズラカメムシ：イネの穂から吸汁
  - シラホシカメムシ：イネの穂から吸汁
  - マルシラホシカメムシ：イネの穂から吸汁
  - オオトゲシラホシカメムシ：イネの穂から吸汁
  - トゲシラホシカメムシ：イネの穂から吸汁
  - ムラサキシラホシカメムシ：イネの穂から吸汁
  - トゲカメムシ：イネの穂から吸汁
  - クサギカメムシ：ダイズ、ササゲなどのマメ科作物やミカン、リンゴなどの果樹の果実から吸汁
  - エゾアオカメムシ：ダイズ、イネなどの果実から吸汁
  - ムラサキカメムシ：イネの穂から吸汁
  - ブチヒゲカメムシ：ダイズ、ゴマ、ニンジン、ゴボウなどから吸汁
  - ナガメ：アブラナ科の作物から吸汁
  - ヒメナガメ：アブラナ科の作物から吸汁
  - アオクサカメムシ：広範な農作物から吸汁
  - チャバネアオカメムシ：果樹の果実から吸汁
  - ツヤアオカメムシ：ミカン、カキ、ナシ、モモ、ウメなどの果実から吸汁
  - ツマジロカメムシ：広範な農作物から吸汁
  - ツノアオカメムシ：ナシやモモの果実から吸汁
  - ヨツボシカメムシ：フジ、クズ、ダイズなどのマメ科植物から吸汁
- ヨコバイ
  - オグマブチミャクヨコバイ：クワから吸汁
  - リンゴマダラヨコバイ：リンゴその他バラ科果樹から吸汁
  - ツマグロヨコバイ：イネから吸汁；稲萎縮病を媒介
  - クロスジツマグロヨコバイ：イネから吸汁
  - キマダラヒロヨコバイ：ジャガイモの天狗巣病を媒介
  - トバヨコバイ：イネ、麦類から吸汁
  - イネマダラヨコバイ：イネ、麦類、エンバクなどから吸汁
  - イナズマヨコバイ：イネから吸汁
  - ヒシモンヨコバイ：クワから吸汁
  - ミナミマダラヨコバイ：サツマイモの萎縮病を媒介
  - ヨツテンヨコバイ：イネ、麦類から吸汁
  - ムツテンヨコバイ：イネ、麦類から吸汁
  - クルミヒロズヨコバイ：オニグルミから吸汁
  - ツマグロオオヨコバイ：チヤ、クワ、各種果樹などから吸汁
  - オオヨコバイ：各種農作物、果樹などから吸汁
  - チャノヒラタヨコバイ：チヤなどから吸汁
  - アオズキンヨコバイ：ブドウから吸汁
  - カシヒメヨコバイ：カシ類、クリの葉から吸汁
  - シロズヒメヨコバイ：バラ、クサイチゴの葉から吸汁・汚損
  - アカシヒメヨコバイ：バラ、クサイチゴの葉から吸汁・汚損
  - チャマダラヒメヨコバイ：クワから吸汁
  - ヤマシロヒメヨコバイ：クワから吸汁
  - ヨツモンヒメヨコバイ：イネその他イネ科植物から吸汁
  - フタテンヒメヨコバイ：ブドウから吸汁
  - シロヒメヨコバイ：カシ、クリの葉から吸汁・汚損
  - カンキツヒメヨコバイ：各種柑橘類の果実から吸汁
- ウンカ・ハゴロモ類
  - ヒメベッコウハゴロモ：イネから吸汁
  - ベッコウハゴロモ：柑橘類、クワなどから吸汁
  - アオバハゴロモ：柑橘類、チヤなどから吸汁
  - アカハネナガウンカ：サトウキビから吸汁
  - テングスケバ：イネ、サトウキビなどから吸汁
  - コブウンカ：イネ、サトウキビなどから吸汁
  - ホソミドリウンカ：マコモ、イネなどから吸汁
  - タケウンカ：竹類から吸汁
  - セジロウンカ：イネから吸汁
  - トビイロウンカ：イネから吸汁
  - ヒメトビウンカ：イネから吸汁；稲縞葉枯病を媒介
  - セスジウンカ：イネから吸汁
- アブラムシ
- カイガラムシ
- メイガ
- ハスモンヨトウ
- ウリハムシ
- ミバエ
- ハダニ
- フシダニ

…など

## 貯穀害虫
貯穀害虫（ちょこくがいちゅう）とは、米や小麦粉などの貯蔵されている穀物を食い荒らす害虫。
- コクゾウムシ
- マメゾウムシ
- シバンムシ
- キクイムシ
- コクヌスト
- カツオブシムシ
- ノシメマダラメイガ

…など

## 衛生害虫
衛生害虫（えいせいがいちゅう）とは、ヒトと動物の疾病に関係する害虫。
- カ
- ハエ
- ツェツェバエ
- チョウバエ
- コウカアブ
- ノミ
- シラミ
- ダニ
- ハチ
- ケムシ
- ムカデ
- ゴキブリ
- ドクガ

…など

## 食品害虫
食品害虫（しょくひんがいちゅう）とは、生鮮や加工を問わず、食品に対して危害を加える害虫。
- ゴキブリ
- ハエ
- ヒョウホンムシ
- カツオブシムシ
- シバンムシ
- コクヌストモドキ
- ヒラタムシ
- コクゾウムシ
- チビタケナガシンクイ
- メイガ
- チャタテムシ
- トビムシ

…など

## 財産害虫
財産害虫（ざいさんがいちゅう）とは、建物や家具などの財産に対して危害を加える害虫。
- シロアリ
- フナクイムシ
- シバンムシ
- イガ
- コナダニ
- アリ
- カツオブシムシ
- ヒメマルカツオブシムシ
- テントウムシ
- カメムシ
- 紙魚

…など

## 家畜害虫
家畜害虫（かちくがいちゅう）とは、家畜に対して病原菌を媒介したり、血液を吸ったりするなどの危害を加える害虫。
- アブ
- カ
- ダニ
- シラミ

…など

## 不快害虫
不快害虫（ふかいがいちゅう）とは、ヒトに対して直接危害を与えることはないが、姿形などから気分を害する害虫。
- クモ
- アリ
- ヤスデ
- ゲジ
- セミ
- カマドウマ
- ゴキブリ

…など